# Бастьен, Жан
Жа́н Бастье́н (фр. Jean Bastien; 21 июня 1915 — 8 апреля 1969) — французский футболист и футбольный тренер, участник чемпионата мира 1938 года.

## Биография

### Клубная карьера
В 1935 году присоединился к «Марселю», в составе которого играл на протяжении трёх сезонов. В составе «бело-голубых» завоевал чемпионский титул в 1937 году и Кубок Франции в 1938 году. В 1938 году перешёл в парижский «Расинг», в составе которого в 1939 году выиграл Кубок Франции.
В 1942 году вновь вернулся в «Марсель», за который играл в течение семи сезонов. Всего за «Олимпик» сыграл в Лиге 1 185 матчей и забил 5 голов. Завершил карьеру в «Монпелье», в котором играл один сезон.

### Карьера в сборной
Дебютировал за сборную Франции 5 июня 1938 года в рамках чемпионата мира 1938 года в матче со сборной Бельгии — сборная Франции одержала победу со счётом 3:1. 12 июня сборная Франции проиграла в 1/4 финальном матче сборной Италии со счётом 1:3 и выбыла из турнира. Всего за сборную Италии сыграл 4 матча.

### Тренерская карьера
С 1950 по 1951 год работал главным тренером «Монпелье».

### Смерть
Скончался 8 апреля 1969 года в возрасте 53 лет после перенесённой операции.

## Достижения
«Марсель»
- Чемпион Франции (2): 1936/37, 1947/48
- Обладатель Кубка Франции (1): 1937/38

«Расинг» (Париж)
- Обладатель Кубка Франции (1): 1938/39